# Walentina Wladimirowna Tereschkowa
Walentina Wladimirowna Tereschkowa (russisch Валентина Владимировна Терешкова, wissenschaftliche Transliteration Valentina Vladimirovna Tereškova Ausspracheⓘ, verheiratet Walentina Tereschkowa-Nikolajewa; * 6. März 1937 in Maslennikowo bei Tutajew, Oblast Jaroslawl, Russische SFSR) ist eine ehemalige sowjetische Kosmonautin. Sie war im Jahre 1963 die erste Frau im Weltraum (bis zum Raumflug von Swetlana Sawizkaja im Jahre 1982 auch die einzige) und ist die einzige Frau in der Raumfahrtgeschichte, die allein, also auf einer Solo-Mission, flog.

## Leben und Leistungen
Walentina Tereschkowa ist Tochter einer Textilarbeiterin und eines im finnischen Winterkrieg gefallenen Traktoristen. Nach dem Tod ihres Vaters zog ihre Mutter mit den Kindern nach Jaroslawl, um bessere Beschäftigungsmöglichkeiten zu finden, und wurde in der Baumwollspinnerei Krasny Perekop beschäftigt. Bereits als Jugendliche arbeitete Walentina Tereschkowa in einer Fabrik für Autoreifen, anschließend in einem Spinnerei-Kombinat. Sieben Jahre lang arbeitete sie dort als Zuschneiderin und Büglerin. Neben der Arbeit bildete sie sich in einer Abendschule zur Technikerin weiter. 1960 erhielt sie ihr Technikerdiplom.
Von 1955 an war Tereschkowa begeisterte Fallschirmspringerin. Sie war eine große Bewunderin Juri Gagarins. Mehrmals bewarb sie sich für die Kosmonautenschule. 1962 konnte sie die Aufnahmeprüfung ablegen und mit der Ausbildung zur Kosmonautin beginnen.
Am 16. Juni 1963 startete Walentina Tereschkowa an Bord von Wostok 6 vom Kosmodrom Baikonur zu einer fast drei Tage dauernden Reise ins All und umkreiste die Erde 48-mal. Ihr Funkrufname war Tschaika (Möwe). Am 19. Juni landete sie bei Nowosibirsk, wo Tereschkowa begeistert empfangen wurde. In Moskau wurde sie mit dem Titel Fliegerkosmonaut der Sowjetunion geehrt.
Am 3. November 1963 heiratete sie Andrijan Nikolajew, der als Kosmonaut an der Wostok-3-Expedition teilgenommen hatte. 1964 brachte sie eine Tochter zur Welt. Tereschkowa studierte anschließend an der Schukowski-Ingenieurakademie der sowjetischen Luftstreitkräfte. Im Mai 1966 wurde sie in den Obersten Sowjet der UdSSR gewählt, im Mai 1968 Vorsitzende des Frauenkomitees der UdSSR und 1971 Mitglied des Zentralkomitees der KPdSU. Ab 1974 war sie im Präsidium des Obersten Sowjets und ab 1976 stellvertretende Vorsitzende der „Kommission für Erziehung, Wissenschaft und Kultur“ des Unionssowjets.
Nachdem sie 1982 von Nikolajew geschieden worden war, heiratete sie in zweiter Ehe den Orthopäden Juli Georgijewitsch Schaposchnikow. Diese hielt bis zu Schaposchnikows Tod im Jahr 1999.
1994 wurde sie von der Regierung Russlands zur Leiterin des „Russischen Zentrums für internationale kulturelle und wissenschaftliche Zusammenarbeit“ (heute: Rossotrudnitschestwo) ernannt. Diese Tätigkeit übte sie bis zum Jahr 2004 aus.
Für die Partei Einiges Russland war sie Abgeordnete in der regionalen Duma der Oblast Jaroslawl und wurde dann Abgeordnete der Staatsduma. Am 10. März 2020 beantragte sie dort erfolgreich eine Verfassungsänderung zur Lockerung der Amtszeitbegrenzung des russischen Präsidenten Wladimir Putin. Seit der Ukraine-Invasion unterliegt sie als Dumamitglied den westlichen Sanktionen. So darf sie nicht in die EU einreisen.
Sie trägt den militärischen Rang eines Generalmajors a. D. der russischen Luftstreitkräfte und zivilen Rang eines Wirklichen Staatsrats 1. Klasse der Russischen Föderation.
Im Juni 2013 sagte sie auf einer Pressekonferenz in Russland, dass sie für einen Marsflug auch ohne Rückkehr bereit sei. „Der Mars ist mein Lieblingsplanet“, so Tereschkowa.
Bei der Eröffnungsfeier für die Olympischen Winterspiele 2014 in Sotschi trug sie als eine von acht Trägern am 7. Februar 2014 die olympische Fahne.
Seit dem Tode von Waleri Bykowski im März 2019 ist sie die letzte noch lebende Kosmonautin des Raumfahrtprogrammes Wostok und dienstälteste Veteranin aller Raumfahrer.

## Kontroversen

### Aussprache für Änderungen der russischen Verfassung und für die Annullierung der Amtszeiten Putins
Am 10. März 2020 ist Walentina Tereschkowa im russischen Parlament mit dem Vorschlag aufgetreten, die bisherigen Amtszeiten von Wladimir Putin „nullzustellen“, damit die in der russischen Verfassung verankerte Amtszeitenbeschränkung eines Präsidenten von „zwei aufeinanderfolgenden Amtsperioden“ umgangen werden kann und Wladimir Putin künftig nicht länger von dieser Formalität beschränkt wäre. Begründet wurde dies dadurch, dass die Wiederwahl Putins ein „stabilisierender Faktor für unsere Gesellschaft“ sei, so Tereschkowa. Auf diesen Vorschlag, welcher einstimmig vom russischen Parlament beschlossen wurde, folgten ebenfalls formale Anpassungen der Verfassung, die de facto eine Herrschaft Putins auf Lebenszeit ermöglichen sollten. Dies wird betrachtet als signifikanter Meilenstein in der langjährigen Demontage der Demokratie in Russland.

### Unterstützung der russischen Invasion in der Ukraine und Drohungen gegen den Westen
Nach dem Beginn der russischen Invasion in der Ukraine sprach Tereschkowa in einem Video der russischen Armee ihre volle Unterstützung für die russische Armee bei ihren Angriffen auf das Nachbarland aus. Sie sprach ebenfalls davon, dass die ganze Welt vom Waffenarsenal der russischen Streitkräfte Angst haben solle.

«Я хочу, чтобы они были здоровы. Чтобы каждый полёт был успешным… и показал всему миру, что у нас есть не только ракетоносцы… и ещё кое-что… Так что, пусть боятся нас. Пусть боятся нас!»

„Ich will, dass sie gesund bleiben. Dass jeder Flug erfolgreich ist… und der ganzen Welt zeigt, dass wir nicht nur über Raketenträger verfügen… sondern über noch etwas… Daher, sie sollen uns fürchten. Sie sollen uns fürchten!“

### Junarmija
Walentina Tereschkowa gehört zu den Gründern der russischen Junarmija, bei der es sich um eine Militär-Erziehungsorganisation für Kinder und Jugendliche handelt. Die Junarmija steht in der Kritik für die Indoktrinierung und Militarisierung russischer (und in besetzten ukrainischen Gebieten sogar ukrainischer) Kinder und Jugendlichen, weswegen bereits strukturelle Ähnlichkeiten mit der Hitlerjugend (HJ) festgestellt wurden.

## Im Kosmonautenkorps

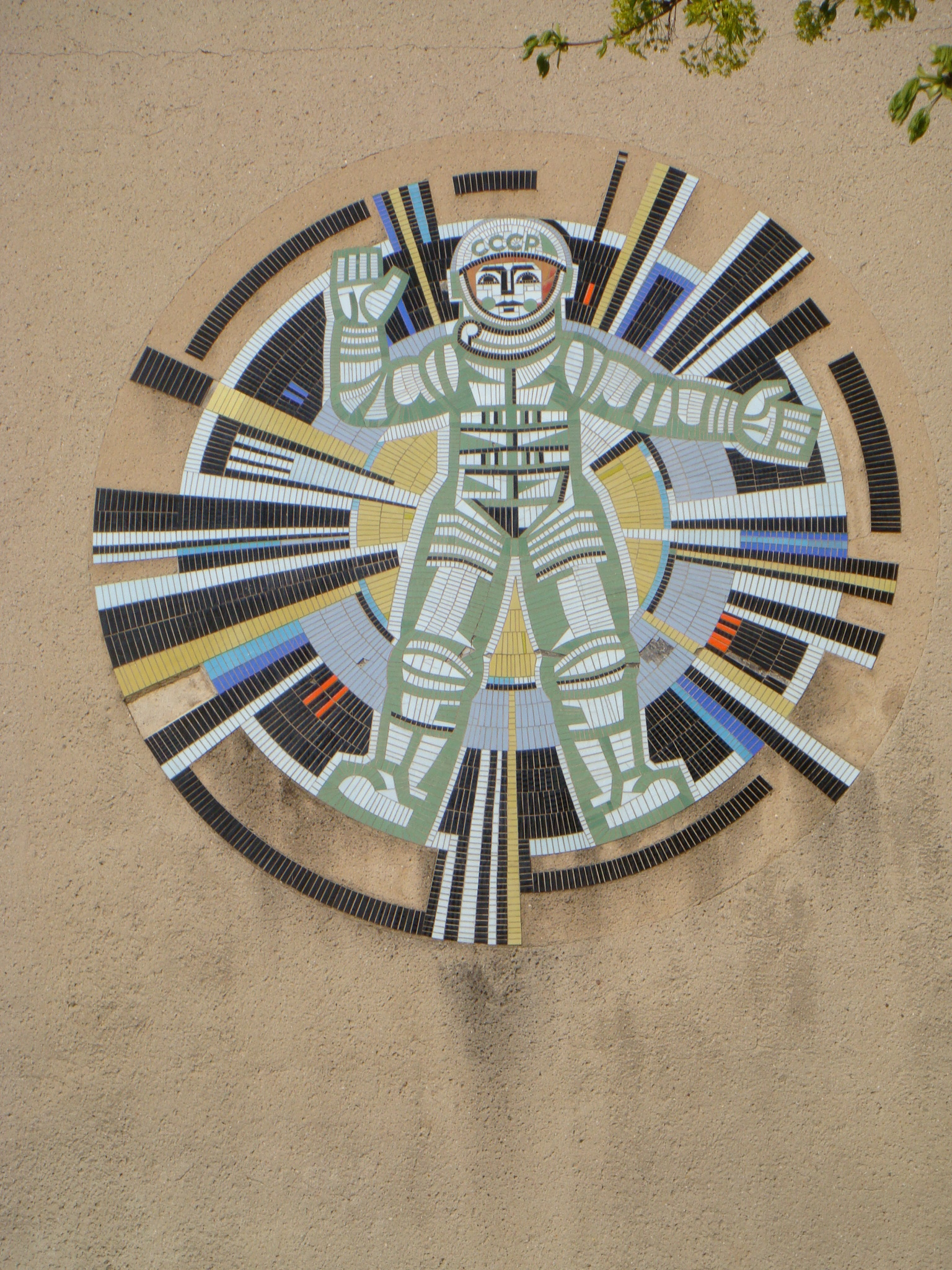
Wandmosaik an der Grundschule im thüringischen Mellingen

Tereschkowa hatte nie einen vorherigen Wunsch, ins All zu kommen, und es war ihre Erfahrung im Fallschirmspringen, die zu der Auswahl als Kosmonautin beitrug. Nach dem Flug Juri Gagarins erfuhr Nikolai Kamanin, der Direktor der Kosmonauten-Ausbildung, dass weibliche Piloten in den USA ein Training zu Astronautinnen absolvierten. Er schrieb in seinem Tagebuch: „Wir können nicht zulassen, dass die erste Frau im Weltraum amerikanisch ist. Dies wäre eine Beleidigung für die patriotischen Gefühle der sowjetischen Frauen.“ Es wurde eine Genehmigung für weibliche Kosmonauten erteilt, die 1963 mit dem Training beginnen sollten. Um die Wahrscheinlichkeit zu erhöhen, dass eine sowjetische Frau zuerst ins All fliegt, begannen die weiblichen Kosmonauten ihre Ausbildung vor den Männern. Die Regeln forderten, dass die potenzielle Kosmonautin eine Fallschirmspringerin war, jünger als 30 Jahre war, nicht größer als 170 cm groß sein und höchstens 70 kg wiegen durfte. Bis Januar 1962 hatte die Freiwillige Gesellschaft zur Unterstützung der Armee, der Luftstreitkräfte und der Flotte (DOSAAF) 400 Kandidatinnen für die Prüfung ausgewählt. Nach dem ersten Screening erfüllten 58 Kandidatinnen die Anforderungen. Die Anzahl wurde von Kamanin auf 23 reduziert. Am 16. Februar 1962 wurde Tereschkowa zusammen mit vier anderen Kandidatinnen ausgewählt, um sich dem weiblichen Kosmonautenkorps anzuschließen.

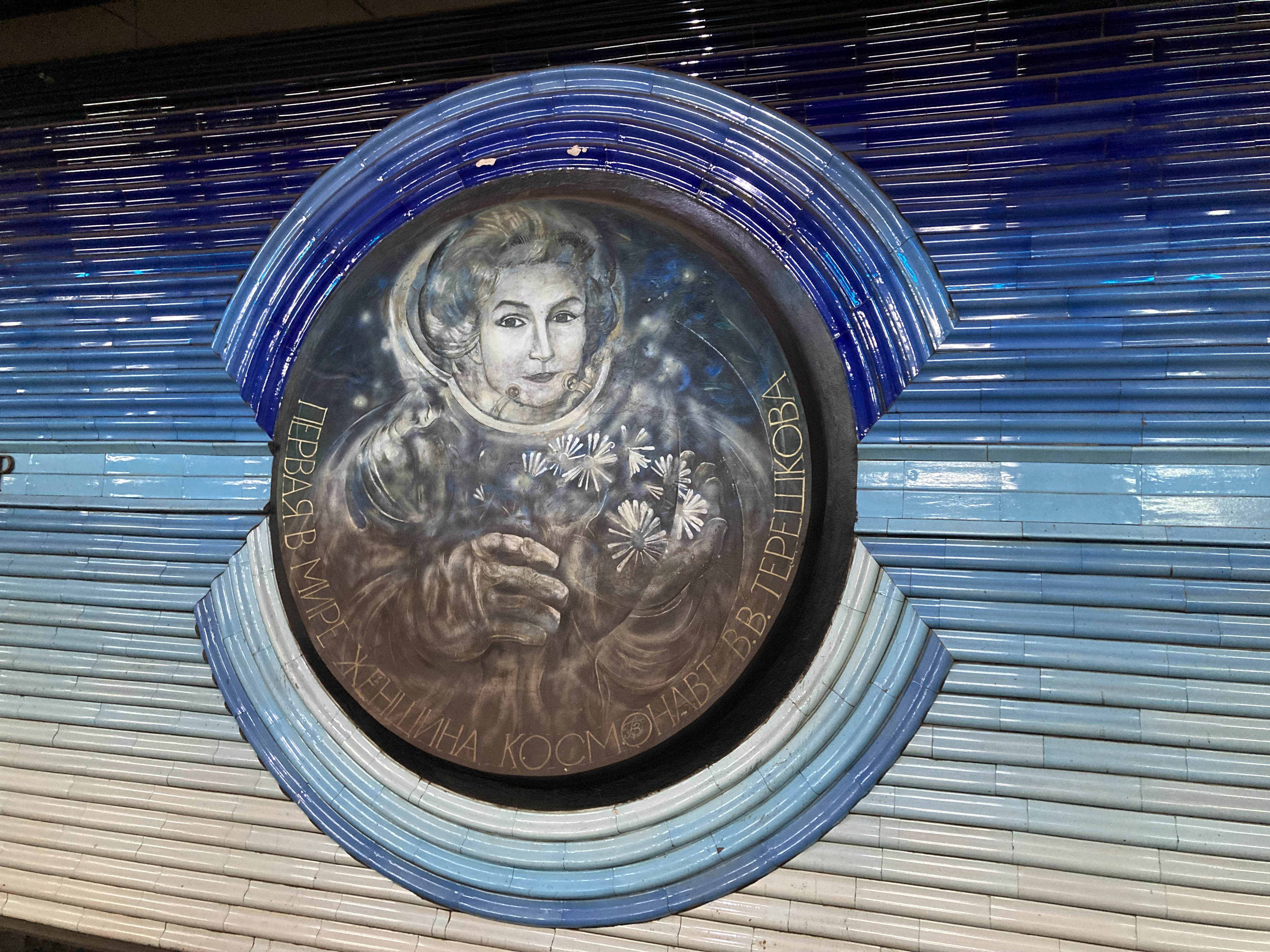
Porträt Walentina Wladimirowna Tereschkowa in der Metrostation Kosmonavtlar in Taschkent

Da sie keine militärischen Erfahrungen hatten, traten sie im Range eines Fliegers den sowjetischen Luftstreitkräften bei. Die Ausbildung umfasste Isolationstests, Zentrifugentests, Thermokammertests, Dekompressionskammertests und Pilotenschulungen in MiG-15UTI-Düsenjägern. Tereschkowa absolvierte außerdem ein Überlebenstraining im Wasser, bei dem mehrere Motorboote eingesetzt wurden, um raue Bedingungen zu simulieren. Sie begann an der Militärakademie für Ingenieure der Luftstreitkräfte „Prof. N. J. Schukowski“ zu studieren und machte einige Jahre nach ihrem Flug ihren Abschluss. Die Gruppe verbrachte mehrere Monate in der Grundausbildung, und nach dem Abschluss der Ausbildung und bestandener Prüfung bot Kamanin ihnen die Möglichkeit, als reguläre Luftwaffenoffiziere eingesetzt zu werden. Auf den Ratschlag der männlichen Kollegen hin nahmen sie sein Angebot an. Alle fünf Frauen wurden im Dezember 1962 Unterleutnants der Luftwaffe. Tatjana Kusnezowa konnte sich krankheitsbedingt nicht für den ersten Flug qualifizieren und Schanna Jorkina schnitt im Training schlecht ab, wodurch Tereschkowa, Walentina Ponomarjowa und Irina Solowjowa die Spitzenkandidatinnen wurden.
Ursprünglich wurde eine gemeinsame Mission geplant, bei der zwei Kosmonautinnen an aufeinanderfolgenden Tagen im März oder April 1963 in Wostok-Raumschiffen ins All fliegen sollten. Tereschkowa sollte zuerst in Wostok-5 starten, während Ponomarjowa ihr in Wostok-6 hätte folgen sollen. Doch dieser Plan wurde im März 1963 geändert. Nun sollte Wostok-5 von dem Kosmonauten Waleri Bykowski geflogen werden, und Tereschkowa sollte Wostok-6 fliegen, die beide im Juni 1963 hätten starten sollen. Bei ihrem Treffen am 21. Mai 1963 nominierte das Innenministerium der UdSSR sie als Pilotin für Wostok-6. Kamanin nannte sie: „Gagarin mit einem Rock“. Der sowjetische Ministerpräsident Nikita Chruschtschow war mit dem Propagandapotential der Auswahl zufrieden, da Tereschkowa die Tochter eines im Winterkrieg getöteten Landarbeiters ist, und bestätigte die Auswahl. Solowjowa wurde zu ihrem ersten Ersatz. Tereschkowa wurde vor ihrem Flug zum Leutnant und während des Flugs zum Hauptmann ernannt. Der Raumflug, bei dem sie die Erde 48-mal umkreiste, verlief nicht problemlos, Tereschkowa litt unter Übelkeit und konnte nicht alle vorgesehenen Experimente durchführen.

## Ehrungen und Auszeichnungen

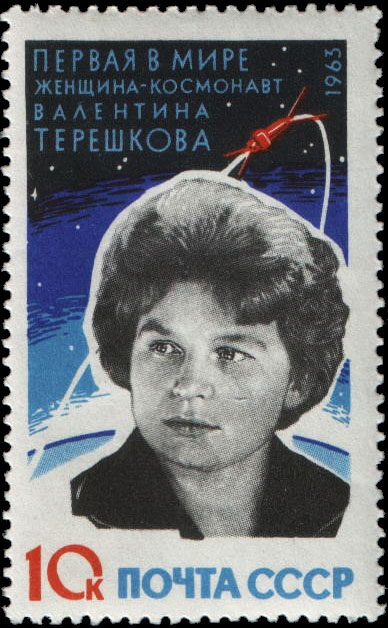
Walentina Tereschkowa (Sondermarke der Sowjetunion von 1963)

- Ehrentitel „Held der Sowjetunion“ (UdSSR)
- Zwei Leninorden 1963, 1981 (UdSSR)
- Order of Tri Shakti Patta (Nepal, 1961)
- Karl-Marx-Orden (DDR, 1963)
- Fliegerkosmonaut der Sowjetunion 1963
- Orden "Stern der Republik Indonesien" (Indonesien, 1963)
- Joliot-Curie-Medaille in Gold (Frankreich, 1964)
- Order of the Volta (Ghana, 1964)
- Suhe-Bator-Orden (Mongolische Volksrepublik, 1965)
- Ehrenbürgerschaft der Stadt Leninakan (1965)[31]
- Medaille „Goldener Stern“ (Vietnam, 1971)
- Nil-Orden (Ägypten, 1971)
- Orden der Oktoberrevolution 1971
- Orden der Völkerfreundschaft
- Orden Bernardo O’Higgins (Chile, 1972)Sondermarke der DDR von 1963 Tereschkowa und Juri Gagarin besichtigen den Tierpark Berlin. Dahinter Tierparkdirektor Heinrich Dathe (1963). Walentina Tereschkowa 1973 in Ost-Berlin (mit Angela Davis)Orden El Sol del Perú (Peru, 1974)

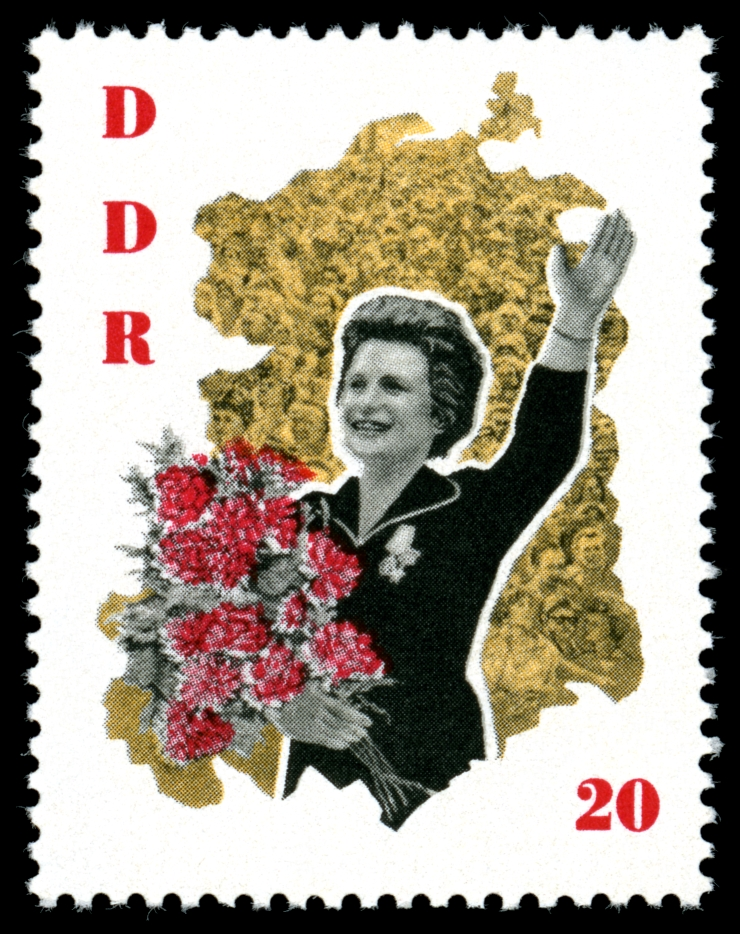
Sondermarke der DDR von 1963

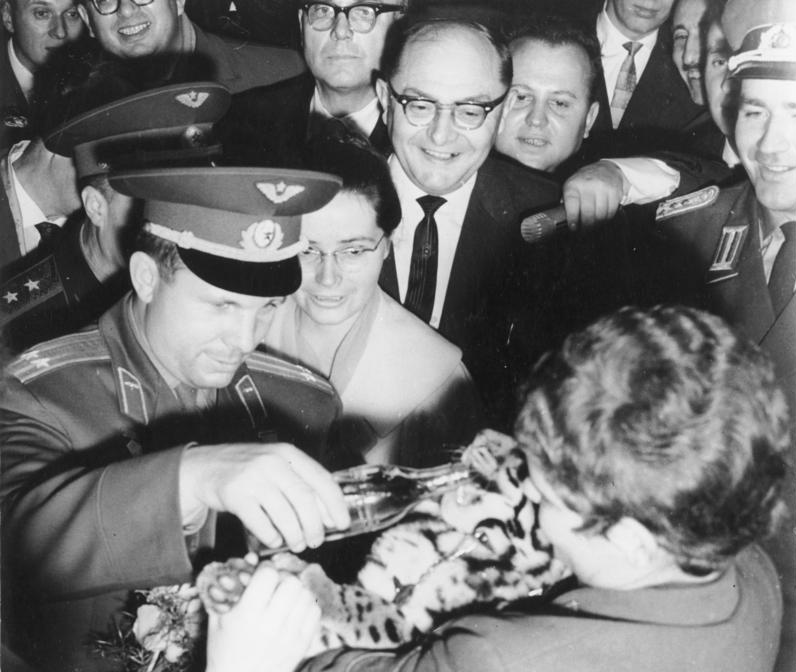
Tereschkowa und Juri Gagarin besichtigen den Tierpark Berlin. Dahinter Tierparkdirektor Heinrich Dathe (1963).

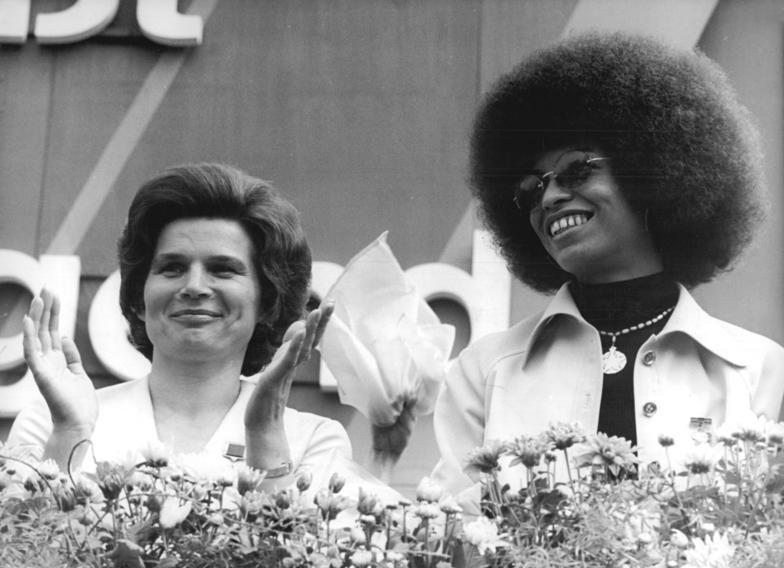
Walentina Tereschkowa 1973 in Ost-Berlin (mit Angela Davis)

- Orden des Roten Banners der Arbeit (UdSSR, 1987)
- Ehrendoktorwürde durch die Polytechnische Universität Valencia (Spanien)
- Ein Mondkrater wurde 1970 ihr zu Ehren „Tereshkova“ benannt.[32]
- World Connection Award aus der Hand von Michail Gorbatschow in Hamburg im Jahr 2004.
- In der DDR wurden zahlreiche Straßen nach ihr benannt, viele davon tragen ihren Namen noch heute, z. B. die Valentina-Tereschkowa-Straße in Frankfurt/Oder.[33] Mit der Valentina-Tereschkowa-Grundschule in Chemnitz hat sich auch eine Schule mit ihrem Namen noch erhalten.[34]
- Verdienstorden für das Vaterland 3. Klasse (Russische Föderation, 1997)
- Ehrenring für die Leistungen auf dem Gebiet der bemannten Raumfahrt der Eduard-Rhein-Stiftung (Deutschland, 2007)
- Verdienstorden für das Vaterland 2. Klasse (Russische Föderation, 2007)
- Preis der Gothaer Kulturstiftung, den „Friedenstein“ (verliehen am 14. Oktober 2008 vom Oberbürgermeister der Stadt Gotha)
- Alexander-Newski-Orden (Russische-Föderation, 2013).[35]
- Verdienstorden für das Vaterland 1. Klasse (Russische Föderation, 2017)
- Medaille für Raumfahrtwissenschaft (UNESCO, 2017)[36]